# Дуброва (Україна)
Дубро́ва — село в Україні, у Стрийському районі Львівської області. Населення становить 431 особа. Орган місцевого самоврядування — Тростянецька сільська рада.

## Назва
У 1989 р. назву села Діброва було змінено на одну літеру.

## Розташування
Село розкинулось у мальовничій долині, по обидва береги річки Колодниці, серед невисоких, але стрімких пагорбів.

### Стародавнє городище

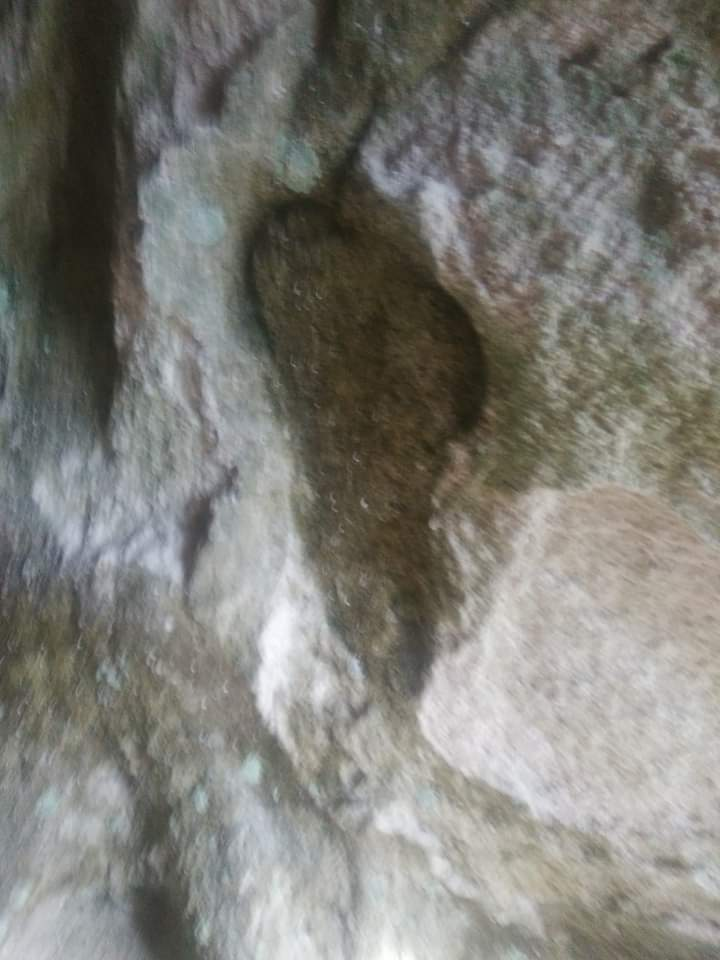
Геологічний об'єкт у вигляді людської стопи із печери в селі Дуброва

При головній вулиці Дуброви розташовано кілька скельних масивів. Вчені відносять їх до Стільського городища.
На деяких скелях у північній околиці села видно рукотворні вруби і виямки. Вони, очевидно, служили опорою для дерев'яних конструкцій — башт і стін частини городища або сторожових веж.
Над південною околицею села височіє скеля «Дірявець». Названа вона так тому, що в ній є наскрізний отвір, яким може вільно пройти людина. Інша назва скелі — «Столовий камінь», оскільки її верх рівний, як стіл. На думку вчених, колись на скелі стояв ідол. Інші називають скелю «Храмом Сонця».
Поруч з «Дірявцем» розташований скельний масив з витесаними у ньому кімнатами-печерками, у яких, можливо, мешкали служителі язичницького культу. На скелі теж можна побачити східці, видовбані в камені, та поздовжні вертикальні пази (досі неясно, для чого вони були зроблені).
За переказами, язичницьке капище діяло до XVII ст. Щоб витіснити язичників, християнам довелося заселити у цьому місці монахів. Так печерки перетворились на келії. У келіях збереглися ніші, видовбані монахами для ікон або мощей святих. Пізніше місцеві селяни перетворили чимало кам'яних кімнаток у погреби — до вхідних отворів приладнали дверцята і повісили на них замки.
У квітні-травні 2020 року були проведені несанкціоновані роботи зі становлення релігійної скульптури. Це спотворило вигляд середньовічного городища VIII-X століття, яке є історико-культурним заповідником і пам’ятником археології національного значення.

## Фотографії

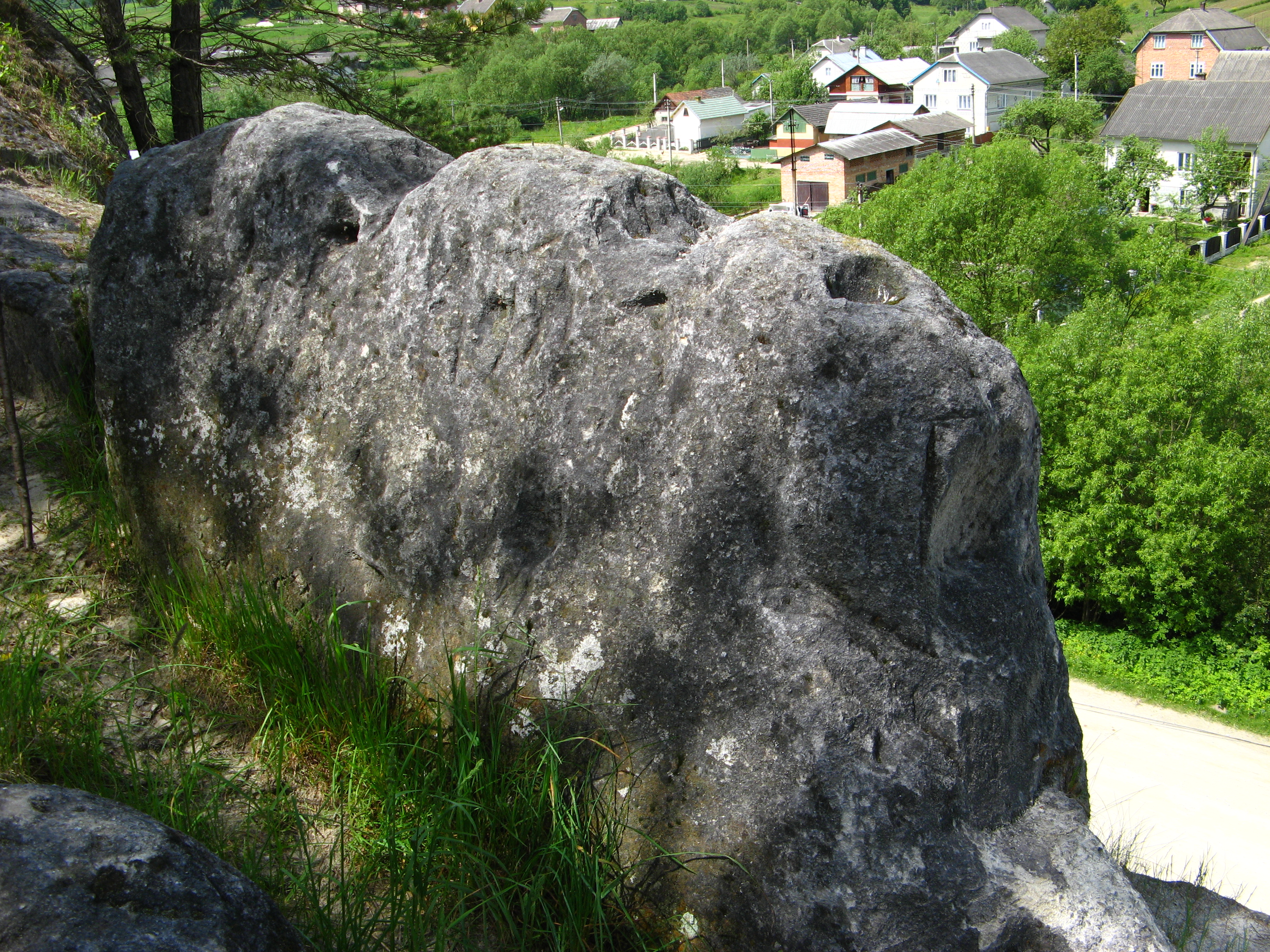
Скеля з врубами і виямками
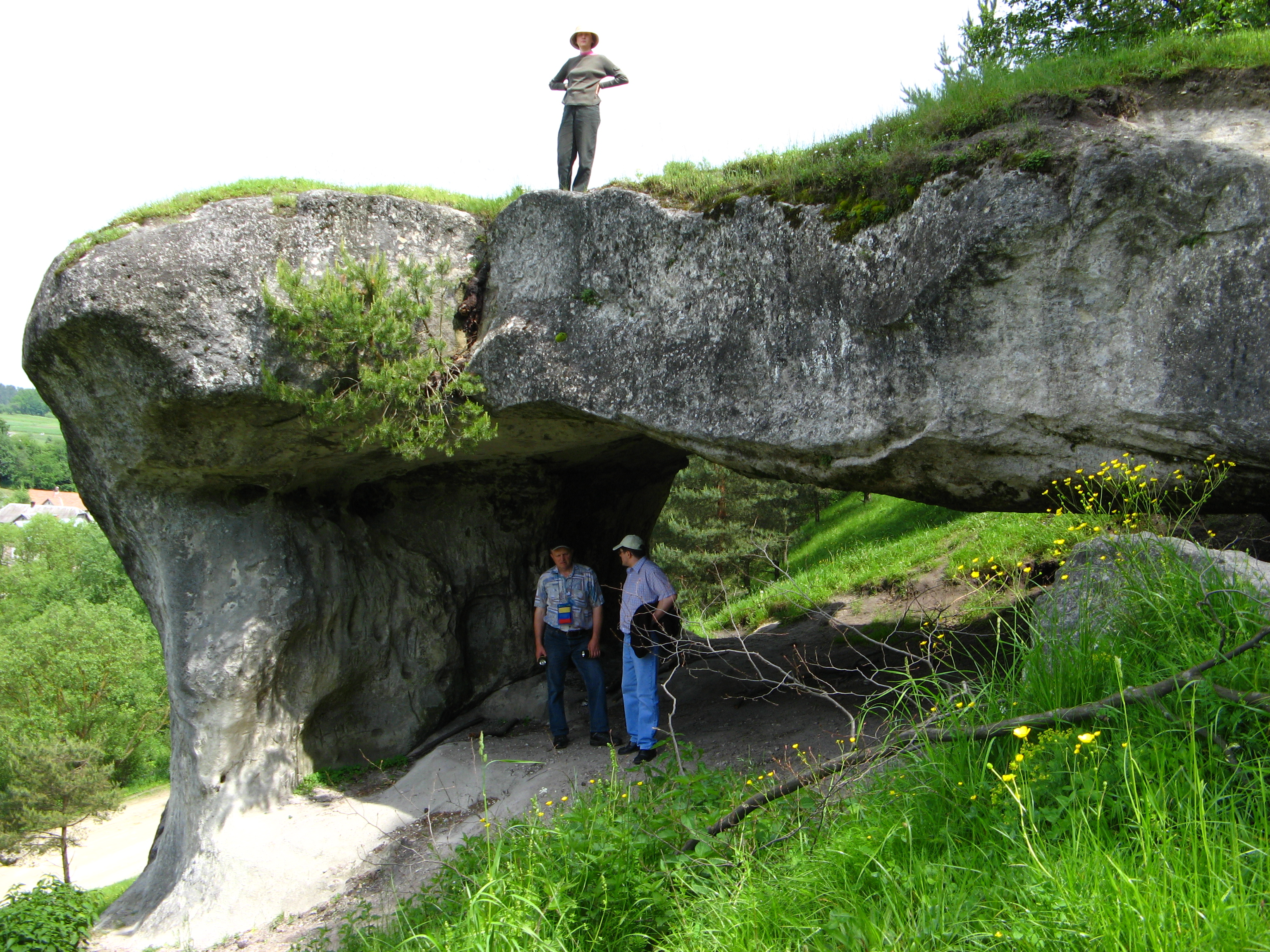
Діравець (або Храм Сонця)
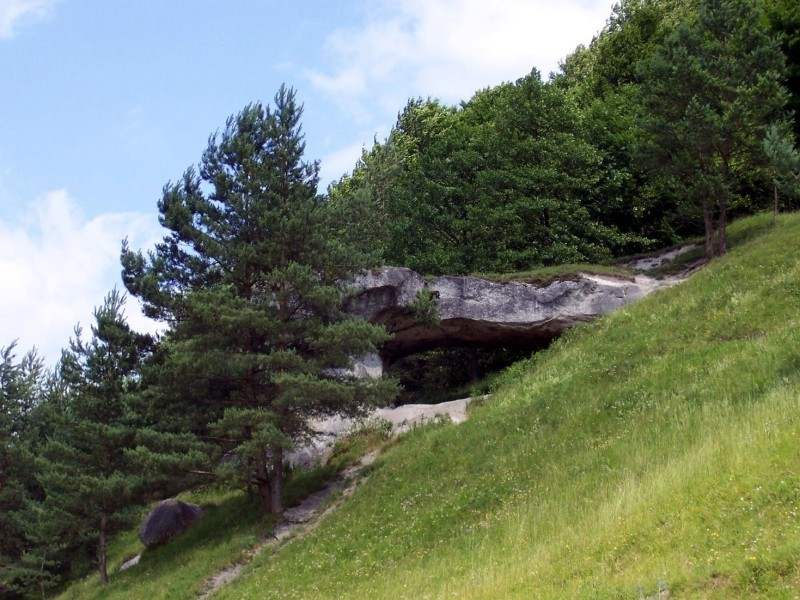
Храм Сонця
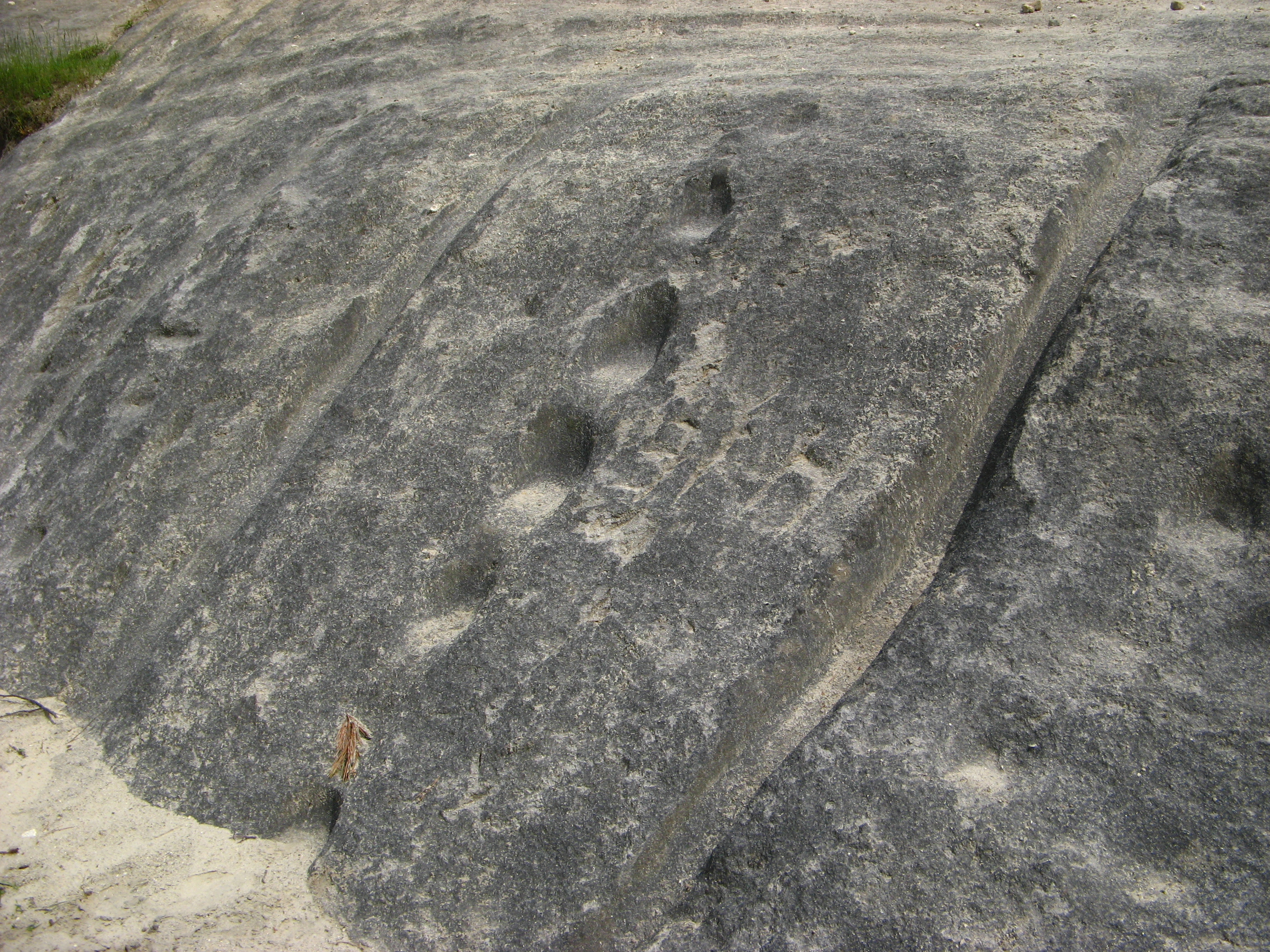
Сходи з пазами
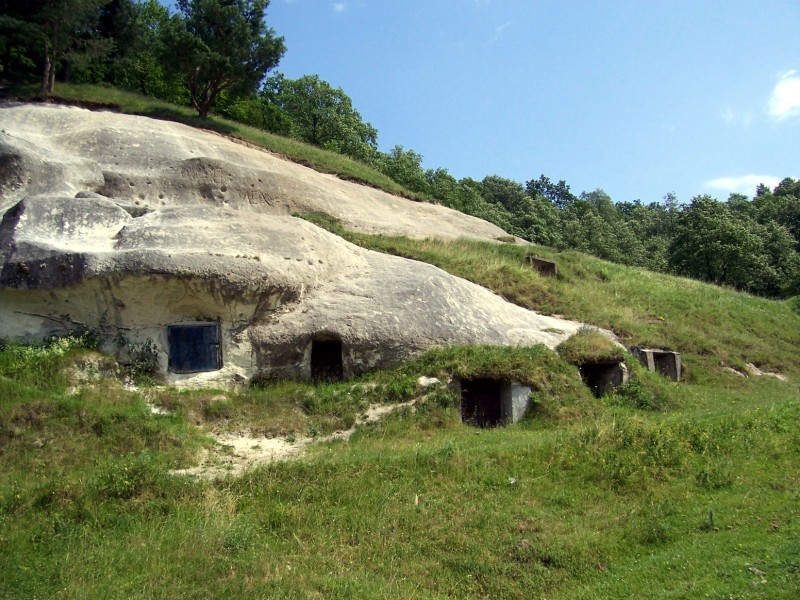
Залишки печер
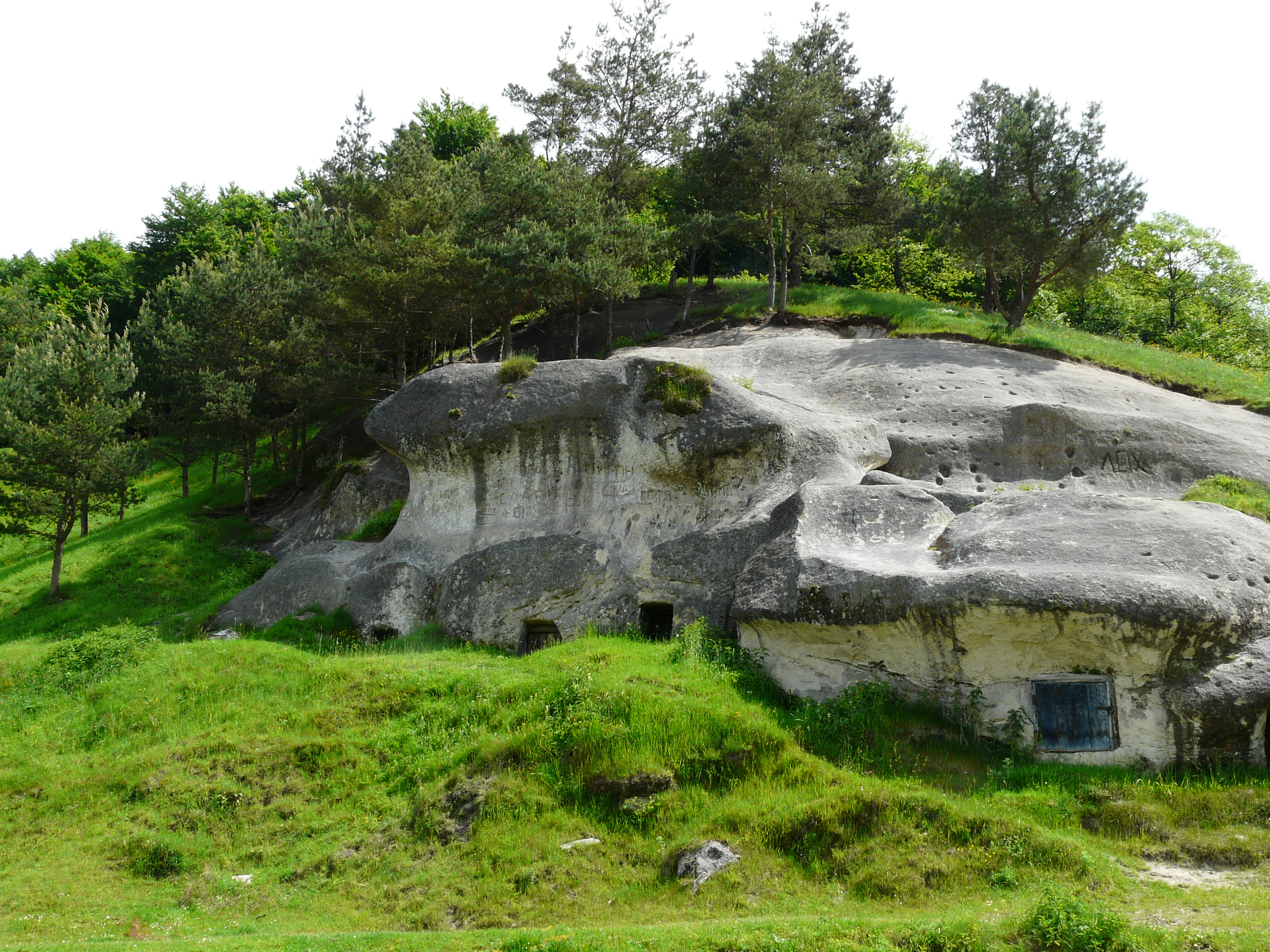
Печерки-келії-погреби

## Відомі люди
- Паньків Іван Микитович — поручник УПА, командир сотні в ТВ-14 «Асфальт», кур'єр ЗЧ ОУН. Загинув біля села.
- Пілан Михайло — учасник українського визвольного руху, лицар Бронзового хреста заслуги УПА. Загинув біля села.